# Ignace Gelb
Ignace Jay Gelb (14. října 1907, Tarnau, Rakousko-Uhersko (nyní Tarnów, Polsko) - 22. prosince 1985, Chicago, Illinois) byl polsko-americký historik starověku a asyriolog, který propagoval vědecké studium písma. Narodil se ve městě Tarnów, v Rakousko-Uhersku (nyní Polsku). Doktorát získal na univerzitě v Římě roku 1929, poté odešel na univerzitu v Chicagu, kde byl profesorem asyriologie až do své smrti.

## Dílo
- Nuzi personal names
- Hurrians and Subarians
- A study of writing, 1952
- Old Akkadian writing and grammar
- Assyrian dictionary, 1956
- Sequential reconstruction of Proto-Akkadian